# Chiaiano
Chiaiano es un barrio de la ciudad de Nápoles, en Italia. Forma parte de la Municipalità 8 junto a Pianura y Scampia.
Situado en la zona noroeste de la ciudad, limita al oeste con Pianura, al sur con Arenella y al este con Piscinola y San Carlo all'Arena; además, al norte limita con los municipios de Marano di Napoli y Mugnano di Napoli.
Tiene una superficie de 9,67 km² y una población de 23.396 habitantes.

## Etimología
El topónimo deriva probablemente del latín medieval, concretamente de la palabra plagia (cuesta) a la cual se añadió el sufijo de pertenencia y derivacion -anus. En los documentos de los duques de Durazzo y de los virreyes españoles, este sitio se conoce como Plajanun, Chiaianun y Chiaiana.

## Historia
En el territorio, lejos del mar y cubierto por un denso matorral conocido como sévera, se han encontrado restos de asentamientos oscos que probablemente se remontan al siglo VIII a. C. Posteriormente, fue dominado por cumanos y samnitas, para luego ser conquistado por los Romanos (326 a. C.). Luego, se volvió un casale de la diócesis de Nápoles; los casali eran pequeños aglomerados de casas rurales que rodeaban la capital, Nápoles, y pertenecían al Estado (demaniali) o a familias nobles (feudali).
Durante la administración francesa de José Bonaparte (1806-1808) y Joaquín Murat (1808-1815), Chiaiano se volvió una entidad administrativa autónoma, manteniendo este estatus también después de la restauración borbónica y el nacimiento del Reino de las Dos Sicilias.
Chiaiano formó parte del municipio de Chiaiano ed Uniti, compuesto por los antiguos casali de Chiaiano, Marianella, Polvica y Santa Croce, hasta 1926, cuando este fue suprimido por el régimen fascista y su territorio fue incorporado a Nápoles. Chiaiano fue convertido en una fracción de Nápoles y, en la década de 1980, en uno de sus barrios. Tras el terremoto de Irpinia de 1980 y la promulgación de la ley 219/1981, con la cual se construyeron viviendas residenciales públicas para las poblaciones afectadas por el terremoto, en el barrio se verificó un intenso proceso de urbanización.
En el territorio del barrio están situados algunos de los principales hospitales napolitanos, como el "Monaldi", el "Cotugno" y el Hospital Universitario de la Federico II.

## Monumentos y sitios de interés
- Iglesia de San Giovanni Battista (siglo XVI): alberga frescos de Francesco Iodice en la bóveda, un lienzo de Agostino Beltrano, un busto de madera de Nicola Fumo y otras obras de arte.[8]
- Iglesia de San Nicola a Polvica.[9]
- Iglesia de Santa Croce a Orsolone (siglo XVII): en su interior destacan el retrato funerario de Don Giuseppe Basso y algunas pinturas de los siglos XVII y XVIII.[10]
- Palazzo Lucina, palacio nobiliar del siglo XVII con capilla familiar.
- Palazzo Mauri, palacio nobiliar del siglo XVIII con capilla familiar.
- Villa Marseglia.
- Selva di Chiaiano, donde se encuentran pueblos rurales, bosques de castaños, áreas agrícolas donde se cultiva una variedad de cereza de calidad superior, y antiguas canteras de toba volcánica de ca. 100 metros de profundidad.[11]

## Transporte
Los ejes viarios principales de Chiaiano son la via provinciale Santa Maria a Cubito y vía Camillo Guerra. El barrio está conectado con el Asse Perimetrale di Melito-Scampia (SP 500) mediante el cinturón Chiaiano-Via Toscanella.
El barrio es servido por las estaciones Chiaiano-Marianella y Frullone-San Rocco de la línea 1 del metro de Nápoles, además de las líneas de autobús de ANM (Azienda Napoletana Mobilità).